# Baia del Principe del Galles
La baia del Principe del Galles è un'insenatura che si apre sulle rive del fiume Derwent, in Tasmania, nel tratto in cui esso sfocia nell'oceano, nei pressi di Hobart.
L'area è stata il sito del primo accampamento militare di Hobart.